# Stare Chrapowo
Stare Chrapowo [ˈstarɛ xraˈpɔvɔ] (trước đây là German Alt Grape) là một ngôi làng thuộc khu hành chính của Gmina Bielice, thuộc hạt Pyrzyce, West Pomeranian Voivodeship, ở phía tây bắc Ba Lan. Nó nằm khoảng 6 kilômét (4 mi) phía đông nam Bielice, 8 km (5 mi) phía tây bắc Pyrzyce và 31 km (19 mi) về phía đông nam của thủ đô khu vực Szczecin.
Trước năm 1945, khu vực này là một phần của Đức. Đối với lịch sử của khu vực, xem Lịch sử của Pomerania.